# 人類の絶滅

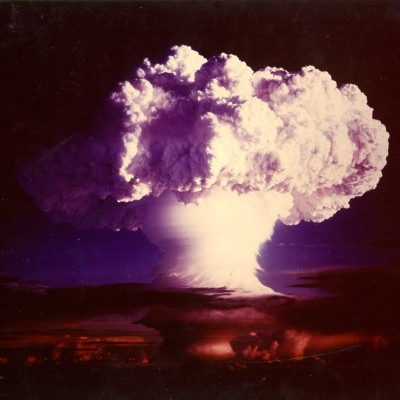
核戦争は、人類滅亡をもたらす原因としてよく取り沙汰される。

本項では未来学における人類の絶滅に関する諸仮説と、それに対して提示されている考察や対応策について述べる。「絶滅」の原因として考えられているものは、自然現象によるものと、人類自身の活動の結果によるものの二つに分けられる。自然現象としては隕石衝突やスーパーボルケーノによるものなどが考えられるが、これらが発生して人類が滅亡に追い込まれる事態が起きる確率は極めて低いと考えられている。
人為的なものとしては、核によるホロコーストや生物兵器戦争、パンデミック、人口過多、生態系の崩壊、気候変動、汎用人工知能の暴走などの仮説シナリオが提唱されている。こうした理由によって例えば百年以内に人類が滅亡する、というような議論は長年にわたり活発に行われている。

## 想定されている絶滅シナリオ

### 既知の災害
- 核戦争・生物戦：冷戦期を超える軍備拡張競争が起こって大量破壊兵器の際限なき増加が続き[3]、それらが第三次世界大戦の勃発によって放出され人類を滅亡に追いやる、などというもの。
- パンデミック[3]： ウイルスやプリオン、抗生物質耐性を持つ細菌などが大発生し、全人類に感染して死滅させるというもの。歴史上では1918年にスペインかぜが全世界で流行し、アメリカの先住民族を激減させるなどの甚大な被害をもたらした。同じ致死性の高い感染症でも、ヒトのみに感染するものであれば、感染力は人口密度に依存し、人類を完全に滅ぼすに至る可能性は低いが、複数種の生物に感染するものであれば、人間以外の宿主を媒介して、孤立した人間コミュニティにも伝播する恐れがある[4]。アメリカ合衆国連邦政府は、人為的に制作された病原体なら、人類を絶滅させることも可能であり、しかもそのようなものを作るための障壁は低いと警鐘を鳴らしている。その一方で、各国はそのような事態を「認識し、効果的に介入」して病原体の拡散を食い止め、人類滅亡を防ぐことが出来る、とも主張している[5]。
- 気候変動：人類が過剰に排出している二酸化炭素などの温室効果ガスによって地球温暖化が進行し、地球が生命存続不能な惑星になる、などというもの。二酸化炭素情報分析センター（CDIAC）によれば、ここ100年間の二酸化炭素排出量は、人口増加に伴って4倍近くにもなっている[6]。そのほかにも、より長期的に見れば日射量の変化（ミランコビッチ・サイクル）[7]などによっても地球環境が大きく変化する可能性がある。
- 人口減少社会：現在の発展途上国が先進国の水準に到達することで、現在の先進国のような少子化が世界的に発生し、永続的に人口が減少していくというもの。人口統計学上の推定では、西暦3000年以前に人類が絶滅する、としているものもある。カナダの分析哲学者ジョン・A・レスリーは、もし世界の出生率がドイツの水準もしくは日本の水準にまで落ちるとすれば、2400年の時点で人類は滅亡すると計算している。一方で、進化生物学上の人口転換論では、少産少死状態を抜けた第五段階で人口が回復に向かうという可能性が提示されている。
- 地学的・天文学的災害：地球近傍天体の衝突やニアミス[8]、天の川銀河内でのガンマ線バースト発生[9][10]、破局噴火、長周期の気候変動などによるもの。特に地球近傍天体（NEOs）は、いつ人類に滅亡をもたらしてもおかしくない絶対的な脅威である[11]。たった一回の地球外での出来事[12]でも、歴史上の人間同士の戦争や疫病によるものをはるかに超える死者が出る可能性がある。

### 地球環境の変動
- 人類の活動による地球の大気変化：人間の活動が気候変動や大気の変化をもたらすというもの。人間活動によって大気中の二酸化炭素濃度が極端に上昇すると、血中に二酸化炭素が溜まる二酸化炭素中毒を起こし、世界中の人類に身体的もしくは精神的な悪影響を及ぼす可能性が指摘されている。ただし、実際に人類の生存存続を脅かすことになる二酸化炭素濃度の閾値はよく分かっていない[13]。
- 人口過多：現在進行している極度の人口増加が、逆に人類の破滅をもたらすというもの。地球の歴史上、人類ほど数を増やし、また広範囲に広がった大型脊椎動物は他にない。1800年に10億人だった世界人口は1930年に20億人に達し、2011年には70億人を突破した。この極端な人口増加は人口爆発とも呼ばれる。人口が増えると、人類は必然的により多くの資源を消費し、より広大な土地を利用するようになる[14]。アメリカの生物多様性センターによれば、環境が耐えられる限界を超えて増殖した生物種は、やがて劇的な減少を起こし、本来の水準に戻っていく[15]。21世紀の世界では、発展途上国での出生率が高い値を取っている[16]。スウェーデンの医師・統計学者ハンス・ロスリングは、世界人口の上限は120億人を下回る程度であると推計した[17]。
- 太陽の進化：太陽の水素が消費されて減少し、活発な核融合が起こる層が表層に近づいていくことに伴い、約10億年後に太陽の光度が大きく上昇すると予想されている。この時に地球の海は蒸発してしまい、ごく僅かな生命しか生き残れないと考えられている[18]。またそれより前の時点で、地球上の二酸化炭素濃度が低下して植物が生命維持できなくなり、生態系が崩壊する可能性も指摘されている[19]。地球の未来も参照のこと。
- 約70億年後から80億年後、地球は赤色巨星となり巨大化していく太陽に飲み込まれ、消滅するとされている[20][21]。

### 科学的事故
規制なく野放図に科学の発展を続けていくと、人間の制御できない新技術が生まれてしまい、結果として人間を滅ぼすことになる恐れがあると言われている。
- 人間を超える超知能が開発された場合、これが人間の殲滅を目的に動き始める危険性がある[3][22]。
- 自己増殖能力を持つナノマシン（グレイ・グー）が生まれると、やがてこれが際限なく増殖して地球の生態系を崩壊させ得る（エコファジー）[23][24]。
- 地球上でマイクロブラックホールを発生させたり、素粒子物理学研究上で偽の真空やストレンジレット理論で提唱されているような「たまたま世界が存在できているバランス」を科学者が誤って崩してしまったりすることで、世界の崩壊を引き起こす事故が発生する危険性が指摘されている。実際に欧州原子核研究機構の大型ハドロン衝突型加速器が稼働して、素粒子を光速に近い速度で衝突させたときに、マイクロブラックホールが生成されることが危惧されている。なお、大気中ではこの実験を上回る高エネルギー衝突現象が日常的に発生している[23][25][26]。

### 地球外起源の脅威
- 地球外生命の侵攻：一般にはSF上のシナリオと見なされている。地球外知的生命体探査（SETI）では、このような脅威についても真剣に検討されたが、結局起こりそうにないという結論に至った。

### 人類を超える生物の登場
現在の人類はホモ・サピエンスのみ生存し、他に生存していた人類は全てホモ・サピエンスとの競争に敗れ絶滅したが、将来これと同様のことが起こり、ホモ・サピエンスから進化した新人類によってホモ・サピエンスが滅ぼされるというもの。あるいは人類が現代の感覚ではとても人類とは言えない生物に進化し、生存競争で人類を滅ぼすというシナリオ。
チャールズ・ダーウィンの進化論を延長したものである。人類の進化は現在も続いている以上、その中から将来的に新たな生物種が誕生する可能性は当然存在する。
そのため、短期的な絶滅シナリオを人類が全て回避した場合、このシナリオによって遠い将来の別種に進化し人類を淘汰した子孫たちが、「（祖先であった）人類は絶滅した」と判断する可能性がある。
ただし漸進的な変化そのものは種の絶滅にはあたらない。確かに1万年前の人類と現在の人類でも遺伝子に差異を生じているように、現在の人類と遠い未来の人類は遺伝子に差異を生じている可能性が高い。しかし、1万年前の人類と現在の人類で同じホモ・サピエンスであるとみなされているように、それだけでは系統学的に別種となったとは見なされない。時間がたつにつれて人類の遺伝子も変化し続けるが、これが自然環境下で完全に2つの種に分裂してしまうようなことは起こりがたい。
一方で、人類が遺伝子工学などにより人為的に「一般的な人間」とは異なる人間（ポストヒューマン）を作り出す可能性がある。例えば人間と機器を融合した「人間」が生み出される場合が考えられているが、このような種の「進化」は地球の歴史上前例がない。ポストヒューマンの登場によって、「古い」人類が滅ぼされる危険性も主張されている。

### 人類の退化
上記とは逆に、人間は進化の極致に達しており、今後は適者生存の原理が通用しなくなるという説がある。これは特に19世紀に盛んに論じられ、今までに人類が誕生して進化してきたのとは逆に、今後は人類が退化していき滅亡に至るという可能性が提起された。

## 人類の滅亡リスクへの認知と対応
人類の絶滅に関する研究は、その重要性のわりに進んでいない。ニック・ボストロムは、2001年に「フンバエの絶滅リスクに関する学術研究の方が（人間と比べ）よほど多い。」と述べている。
Ken Olum、ジョシュア・ノブ、アレキサンダー・ビレンキンらは、絶滅リスクは健康リスクなどと違い個人でどうにもし難いものだが、それでもそれを考えるのには実用的価値があると主張している。例えば、もし「世界終末論（Doomsday argument）」が広く世界に受け入れられたならば、その終末リスクを低減しようという大きな動機となるはずであるという。彼らは「特定の天体一つ一つに関心を傾ける以上に、まだ発見されていない大部分の天体に目を向けるべきだ。近くの星のどれかが超新星になる危険性をわざわざ恐れることはないが、我々が思っている以上に超新星が周辺の生命に致命的影響を与えるものであることは憂慮しておくべきだ。」と述べている。

### 滅亡確率の推定
「人類の滅亡」という事件には前例がないため、それが起きる可能性を計算するには多分に主観的にならざるを得ない。ニック・ボストロムは、人類絶滅の確率を25パーセントより少ないと設定することは見当違いであり、人類が「初めての事態にして、我々の警告を効果的かつ正しく受け入れる」ことは「無理な相談」であるとしている。というのも、人類絶滅確率を提示したところで、我々が失敗から学ぶことはできないからだという。より楽観的な推測としては、哲学者のジョン・レスリーが、500年後に人類が存続している可能性は70パーセントという予想を出している。これは彼自身が与している、議論の的となっている哲学的な世界終末論に拠っている。2006年にイギリスで発表されたスターン報告では、経済的な計算から、100年以内に人類が滅亡する確率を10パーセントとしている。
世界規模の核戦争などでは、すべての人類が殺される真の意味での絶滅は起こりづらいと考える学者もいる。 物理学者のウィラード・ウェルズは、本当に人類を絶滅させるシナリオというものは、大都市の地下鉄やチベットの高地、南太平洋の隔絶された島々、さらには長期間の孤立を耐える計画と物資を有している南極のマクマード基地に至るまで、すべての地域に住む人間を対象としなければならない点を指摘している。加えて、核戦争に備え政府要人が退避するための核シェルターもすでに地上に多く存在している。人類の数を激減させる方法はいくつも存在するが、いずれにおいても最小存続可能個体数を上回る人類が生存する可能性が高い。それゆえ、人類滅亡の確率を計算するのはあまり意味がない、とする説もある。

### 心理学
AI学者エリーザー・ユドコウスキーは、一般大衆が存続リスクについて知らされた場合には、規模不感受効果が悪い影響をもたらすと指摘している。
例えば「5億人の死」というような莫大な数と、「人類の絶滅」というような特異なシナリオは、それぞれ人の思考法を変えてしまうきっかけとなりうるように思える...子どもが悲惨な目に合うと夢にも思わないような人間は、存続リスクについて聞いたら「なるほど、確かに人類は生き残る価値がないようだ。」と言うのだ。
今までに行われてきた終末予言はいずれも外れた。その結果、今後新たな終末予言が提示されても嘘をつく子供のように信用されない可能性が高い。しかしニック・ボストロムは、今まで人類が滅亡しなかったからと言って今後もそのようなことは起こらないと主張するのは、多分に生存者バイアスや人間原理によるものであり、信頼に足るものではないと述べている。
新近性効果が絶滅リスク分析に誤った影響を与える危険性を指摘している行動経済学者もいる。これはバブル経済を想像すると理解しやすい。証券市場では、「100年に一度の大嵐」とよばれるような事態がおよそ20年ごとに起きているが、これは投資家たちが一過性の好景気を「永遠に続く」ものだと思い込み、大暴落を予言する悲観主義者を、たとえその裏に確固とした証拠があったとしても否定してしまうためである。このような前例のない破滅を軽視してしまう危険性は、ベイズ確率の考えを用いることで低減することが出来る。

## オムニサイド

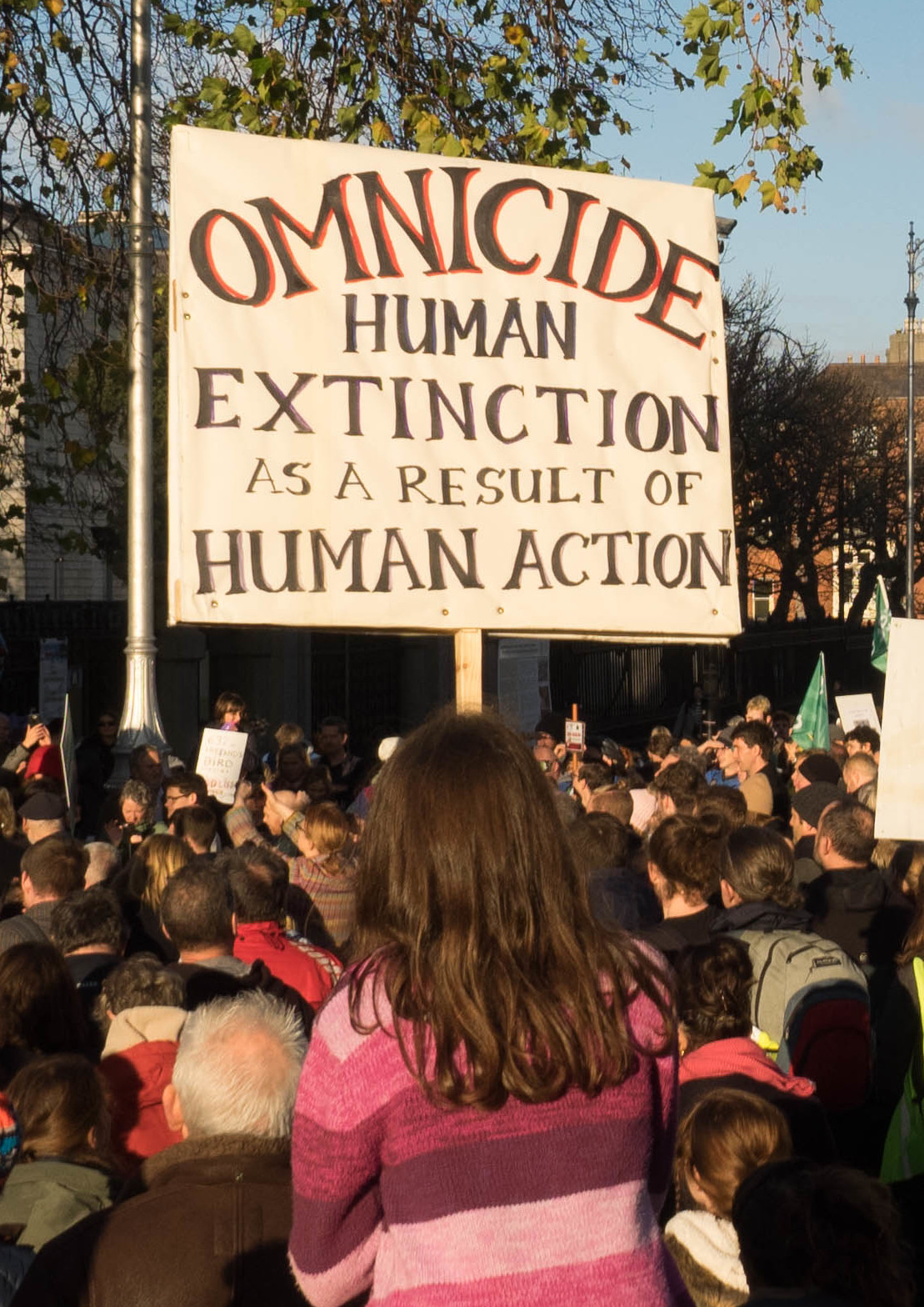
「絶滅への反逆」運動（2018年）のデモで掲げられた、「オムニサイド」プラカード

オムニサイドとは、人類の活動、特に核戦争や生物戦によってもたらされる人類そのものの滅亡を指す言葉である。また環境破壊による気候変動で人類が滅亡するシナリオを含む場合もある。
オムニサイドは、ジェノサイド（大量虐殺）の規模を極端に広げたものだと捉えることもできる。この考えにのっとって、以下に挙げる1987年のロナルド・E・サントーニのもののような主張もみられる。

## 対策
スティーヴン・ホーキングは、太陽系内の星に広く移民することで、将来の地球規模の災害や熱核戦争による人類滅亡リスクを下げることを提唱した。
経済学者の中には、地球上に自立して外海と隔絶された集落を建設することで、人類存続可能性を高める案を提唱している者もいる。経済学者のロビン・ハンソンは、100人の生存者がいれば、破滅的災害の後に人類が存続できる可能性が大きく上がると述べている。
人類の絶滅の回避を目指して活動している組織は少なくない。人類未来研究所（Future of Humanity Institute、FHI）や存続リスク研究センター（Centre for the Study of Existential Risk、CSER）、生命未来研究所（Future of Life Institute）、人工知能研究機関（Machine Intelligence Research Institute）、世界破滅リスク研究所（Global Catastrophic Risk Institute ）などが挙げられる。

## 倫理
「存亡リスク」とは、人類が絶滅するか人間文明の発展が停止するという、人類の未来をおびやかすリスクである。多くの学者は、たとえ大きな打撃を受けても生きられるだろう未来の数えきれないほど多くの個人のことを考えると、存亡リスクの小さな引き下げであっても大きな価値を持つと主張している。主張の幾つかは以下の通りである。
- 「もし私たちが長期間にわたって絶滅を削減するのを求めたならば、私は生まれないだろう将来の世代の人々の数を含めて確かめるだろう…」とカール・セーガンは1983年に書いた。
- 全て人類の生命はだいたい彼らが生まれる時間や空間のどこでも内在的価値に等しいとの理由で、人間中心主義的功利主義の主張を哲学者のデレク・パーフィットは1984年にした。
- J. Richard Gottの 終焉議論 （英語:  doomsday argument）に反論する定式化によれば、人類は95％の確率で7800000年以内に絶滅する。

何人かの哲学者たちは、人類の絶滅は悪い事にならないだろう、むしろ良い事であると断言する。

## 文化
21世紀にはアラン・ワイズマンの『人類の消えた世界』をはじめ、多くの一般向け科学書で「もし突然人類が消滅したら、地球はどうなるのか」という思考実験が提示されている。また技術的特異点を迎えることによる人類滅亡のシナリオは、20世紀以降多くのSF作品を生み出している。人類滅亡を取り上げた先駆的な作品として大きな影響を与えたのが、フィリップ・ワイリーとエドウィン・バーマーのSF小説『地球最後の日』である。巨大天体が地球に衝突する滅亡シナリオを軸としたこの作品は、1957年に映画化され大きな反響を呼んだ。こうしたSF作品は結末で辛うじて破滅が回避されるのが常であるが、カレル・チャペックの戯曲『R.U.R.』や、スティーヴン・スピルバーグの映画『A.I.』のような例外もある。